# 汪容
汪容（1923年—），男，江苏无锡人，中国理论物理学家，曾任浙江大学教授、博士生导师。